# Loredana
«Loredana» es un antropónimo femenino italiano.

## Origen y difusión
El uso del nombre se atestigua en la zona de Véneto desde el siglo XVII, en la genealogía de Mocenigo, una familia veneciana. Probablemente deriva del apellido veneciano Loredan, lo que significa de Loreo. Es en algunos casos epíteto de la Virgen de Loreto.
Loredana es un nombre femenino inventado por la escritora francesa George Sand en su novela Mattea (1833), y luego usado por Luciano Zuccoli en L'amore de Loredanazona.sur (1908).

## Personajes
- Loredana, actriz italiana.
- Loredana Bertè, cantante italiana.
- Loredana De Petris, política italiana.
- Loredana Errore, cantautora italiana.
- Loredana Vaca, Colombiana